# 胡贝特·劳达施尔
胡贝特·劳达施尔（德語：Hubert Raudaschl，1942年8月26日—），奥地利男子帆船运动员。他曾代表奥地利参加1964年、1968年、1972年、1976年、1980年、1984年、1988年、1992年和1996年夏季奥林匹克运动会帆船比赛，获得二枚银牌。